# Los placeres y los días

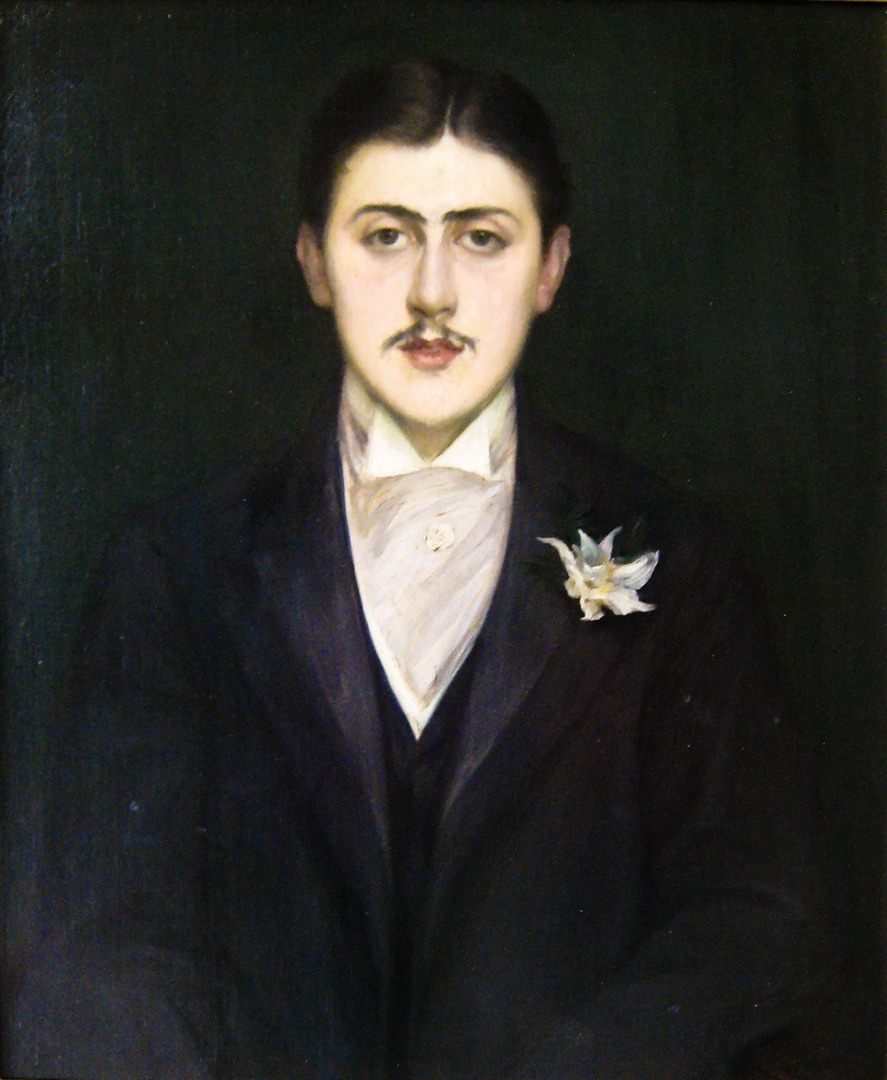
Pintura que muestra al escritor Marcel Proust

Los placeres y los días (Les Plaisirs et les Jours en francés) es un libro del escritor Marcel Proust, que fue publicado por el propio autor en 1896. Consiste en una recopilación de breves narraciones (relatos, pinceladas, poemas, y reflexiones), con cierta influencia decadentista, que redactó entre sus veinte y veintitrés años. Se trata de su primera publicación. El título es una reformulación de Los trabajos y los días, obra de Hesíodo, con un componente decadentista en la sustitución de trabajos por placeres. 

## Narraciones incluidas
- A mi amigo Willie Heath (Dedicatoria)
- La muerte de Baldassare Silvande
- Violante o la mundanidad
- Fragmentos de comedia italiana
- Mundanidad y melomanía
- Melancólicas vacaciones de madame de Breyves
- Retratos de pintores y de músicos
- Confesión de una muchacha
- Una invitación a comer
- Las añoranzas, sueños color del tiempo
- El final de los celos

- Datos: Q3234767